# Telefooncel

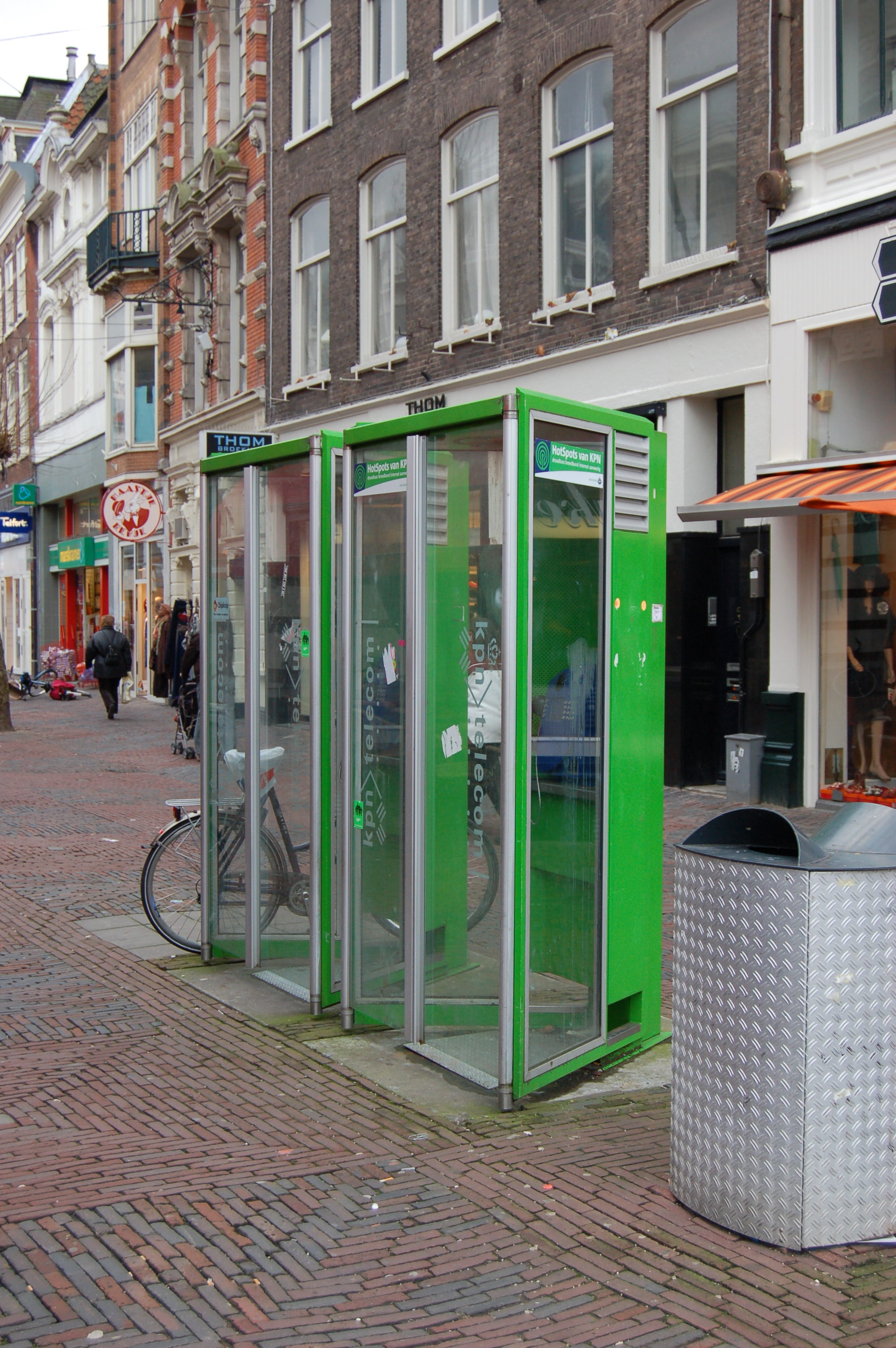
Nederlandse KPN-telefooncel op de Grote Markt in Haarlem

Een telefooncel of telefoonhokje (Vlaanderen) is een kleine, meer of minder afgesloten ruimte met veel glas op een publieke plaats, waarin een telefoontoestel voor algemeen gebruik is gemonteerd. Ze staan daarom meestal op stations en andere centrale plaatsen, zoals marktpleinen en hotels. In sommige (internationale) treinen en veerboten zijn eveneens telefooncellen te vinden.
In het Verenigd Koninkrijk werden de rode Britse telefooncellen iconisch. In 1980 waren er meer dan 73.000 exemplaren in het land actief.
In Nederland beheerde KPN de openbare telefoon. Telfort heeft vanaf 1999 t/m 2008 ook telefooncellen en -palen gehad op NS-stations. Inmiddels zijn deze allemaal verwijderd. Door de komst van de mobiele telefoon is het gebruik van telefooncellen sterk verminderd. Vanaf 2011 heeft KPN alleen nog telefooncellen op luchthaven Schiphol, de overige openbare telefooncellen worden door RBL telecom geëxploiteerd. Medio 2015 waren er nog 440 telefooncellen in 64 verschillende gemeenten in Nederland operationeel. Sindsdien zijn echter ook vele van deze verwijderd.
In België werden de telefooncellen door Belgacom – en zijn voorganger RTT – sinds 1932 beheerd. In 1997 waren er 18.000 telefoonhokjes in België. De laatste Belgische telefooncel werd symbolisch verwijderd op 1 juni 2015. De opkomst van de mobiele telefonie en het schrappen van de wettelijke verplichting – in 2013 – liggen mee aan de basis tot het verdwijnen ervan.
Op sommige plaatsen, vooral in de horeca, treft men een telefoon met muntinworp aan. Deze toestellen worden niet beheerd door het telefoonbedrijf maar door de café- of restauranthouder. Hij stelt zelf het gesprekstarief vast en heeft zelf de sleutel van de geldlade. Ook deze toestellen ziet men door de opkomst van de mobiele telefoon steeds minder.

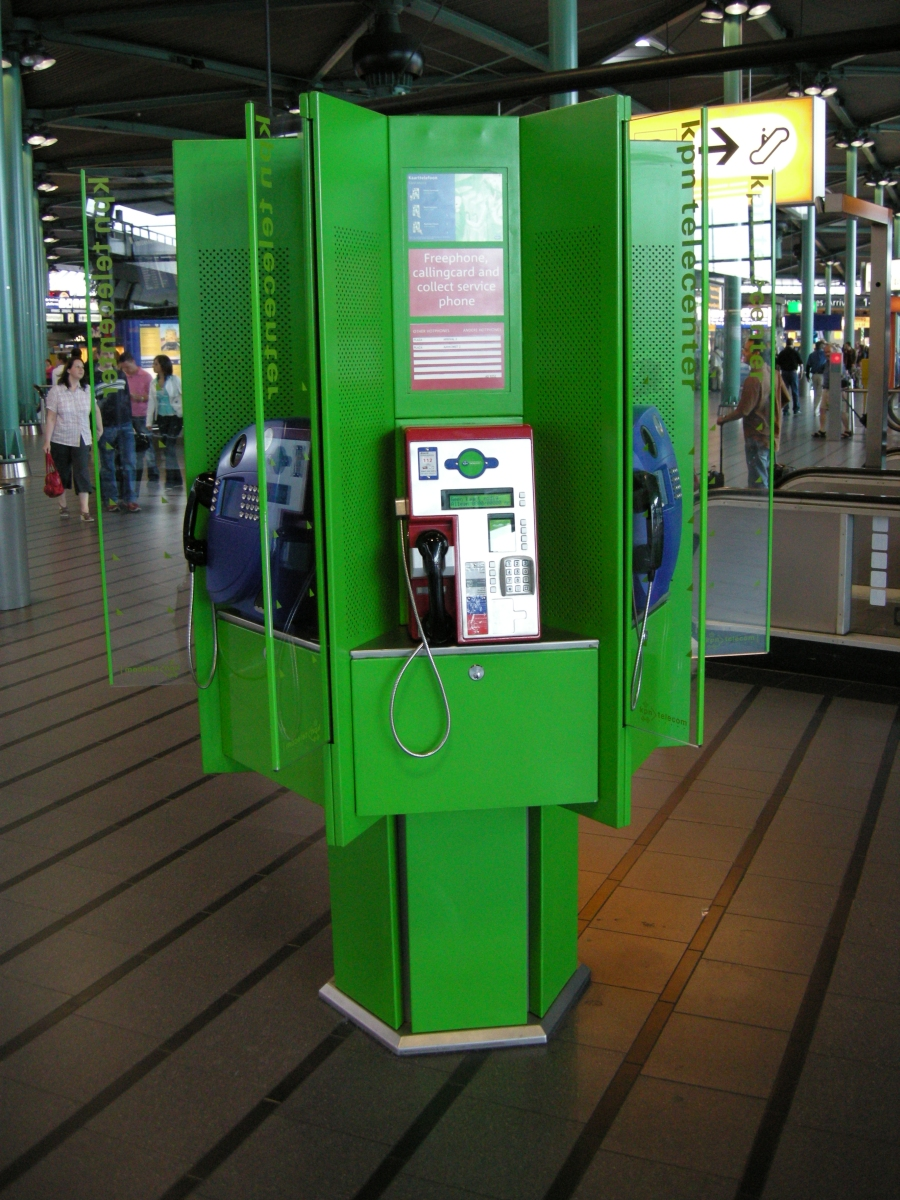
Moderne 6-in-1-telefooncel op Schiphol
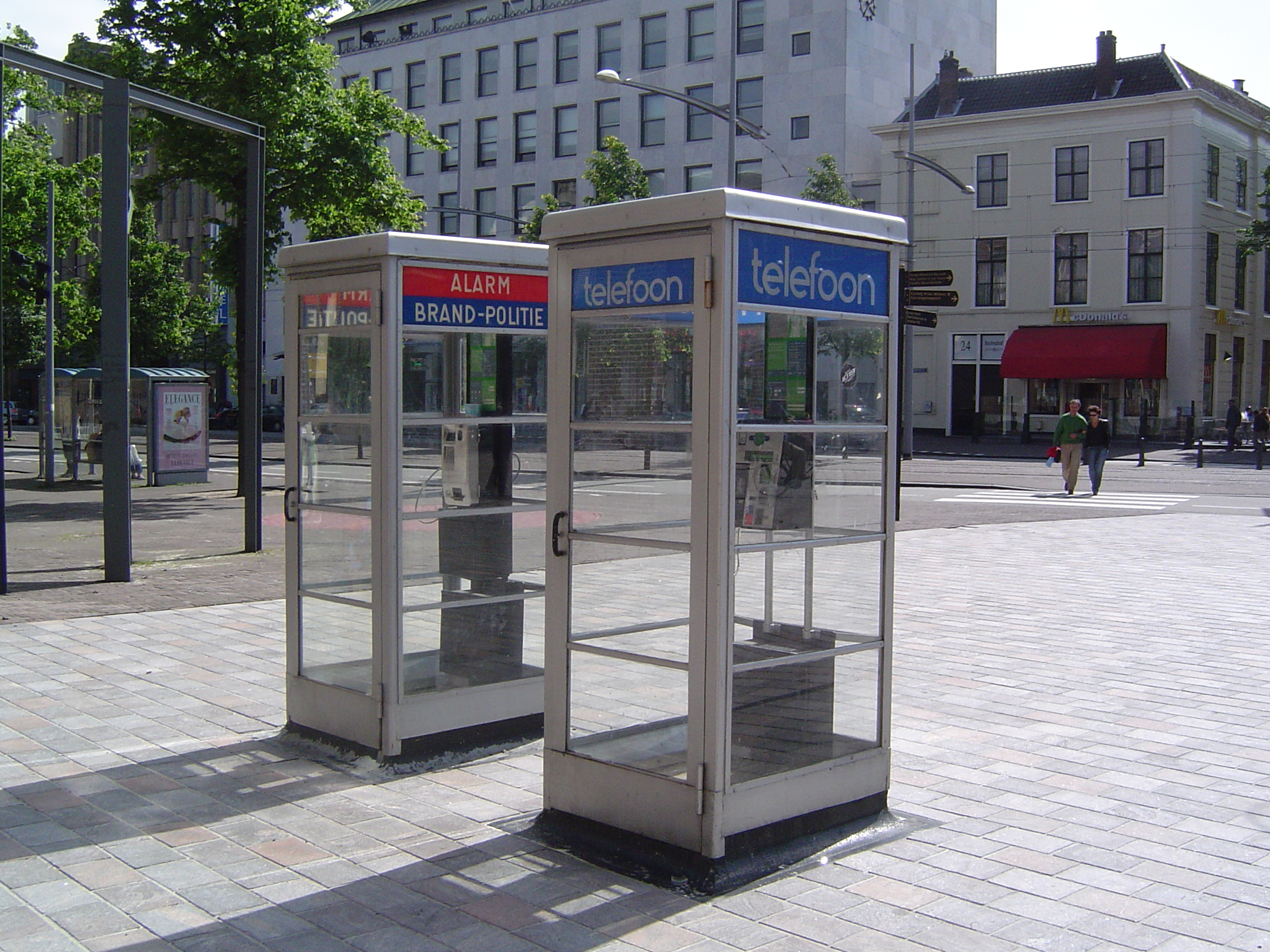
Telefooncel van de PTT ontworpen door Leendert van der Vlugt
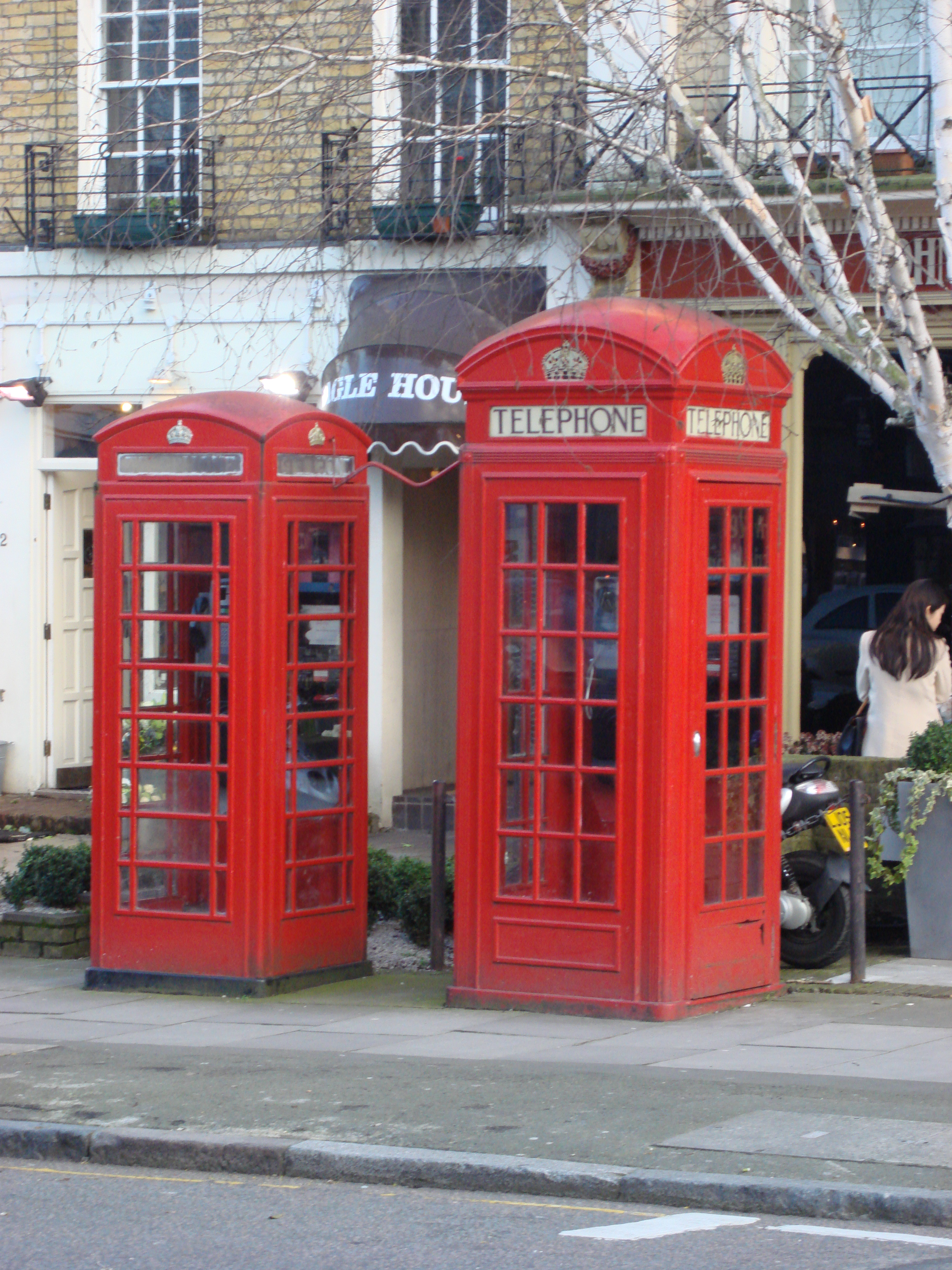
Britse telefooncellen ontworpen door Sir Giles Gilbert Scott
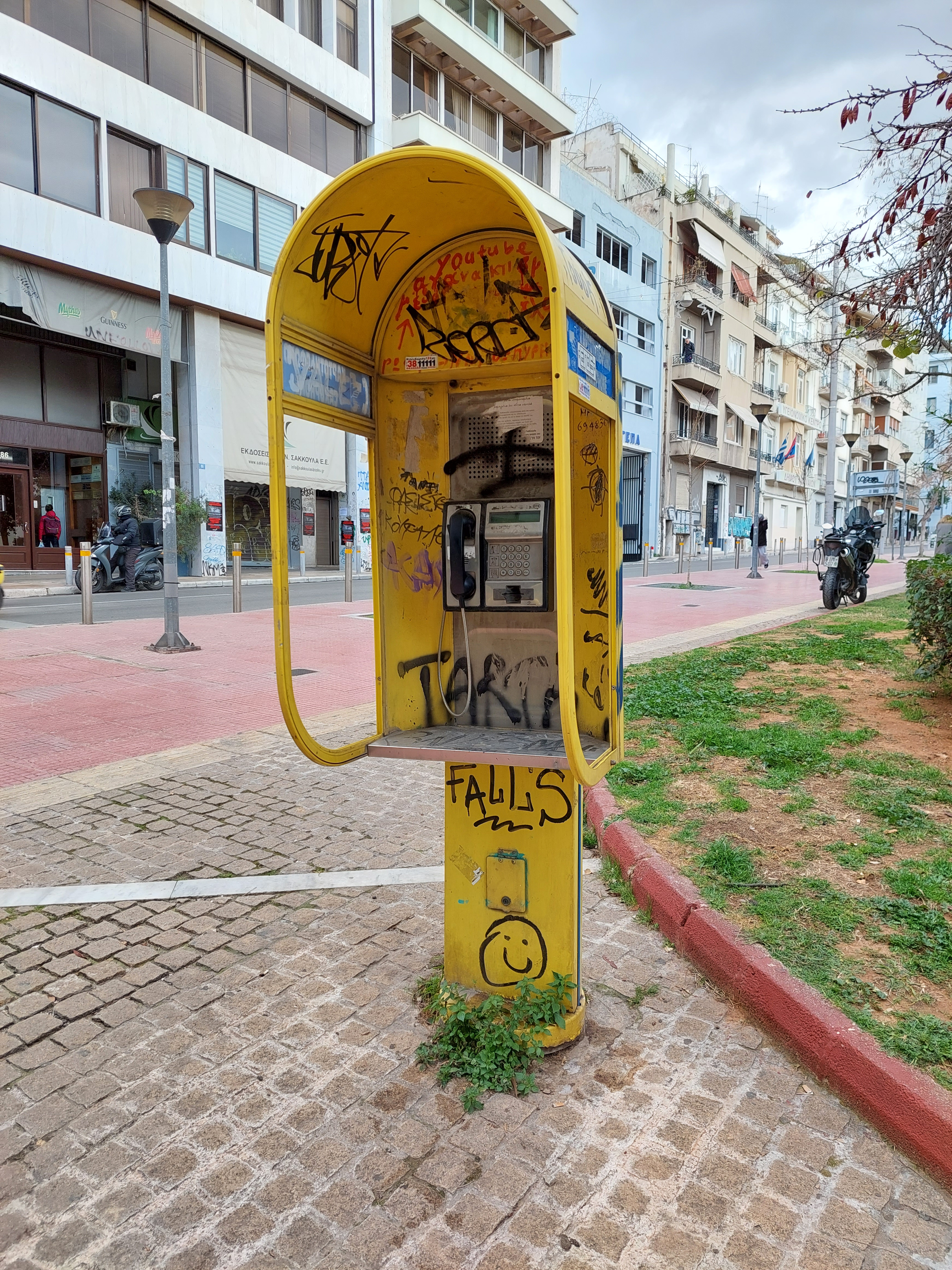
Openbare telefoon in Athene in 2023
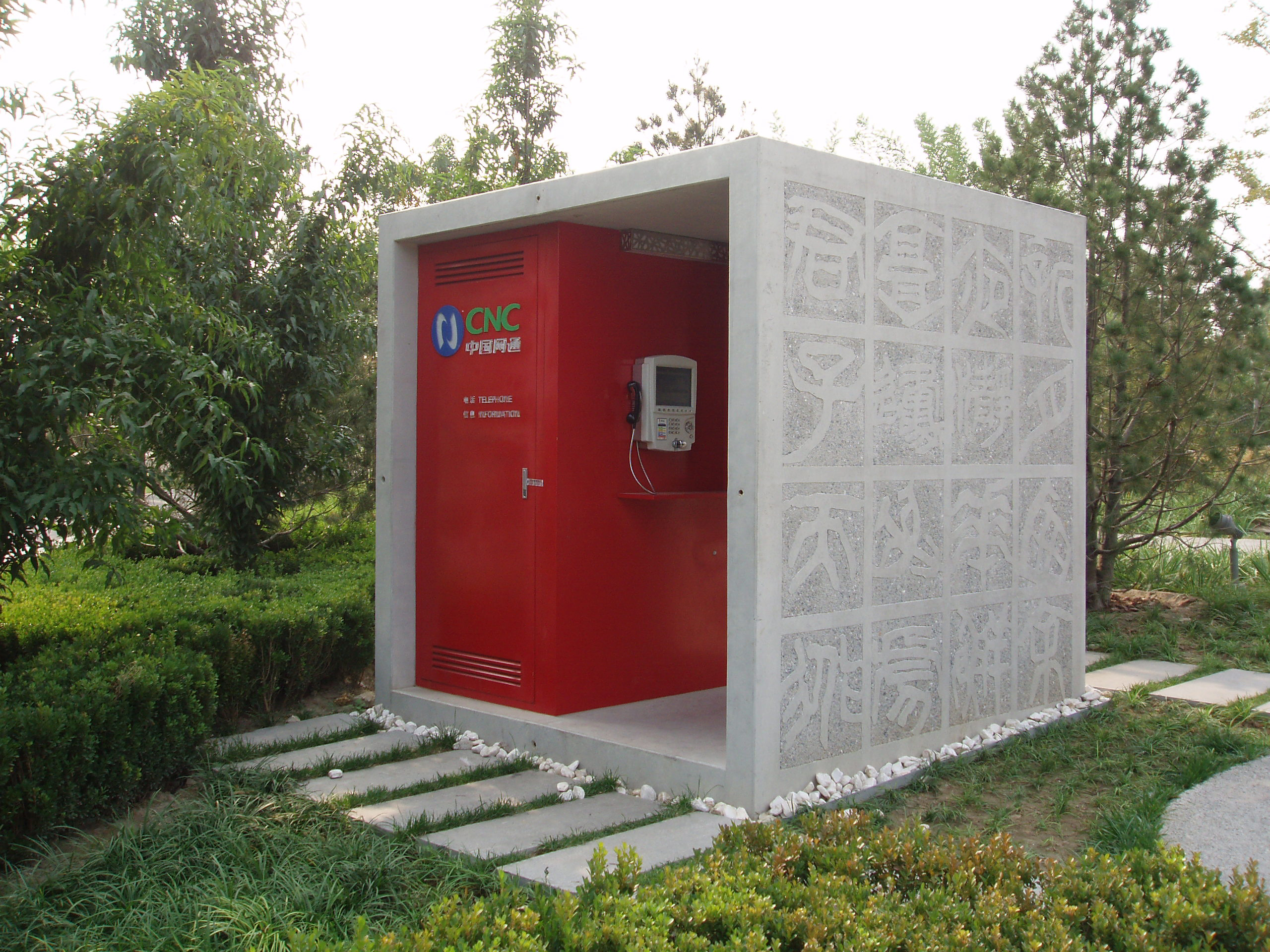
Telefooncel in Peking

## Geschiedenis
Aanvankelijk, na de invoering van de telefoonnetten in 1881, waren er nog nauwelijks openbare telefoons in Nederland. Wel waren er zogenaamde 'spreekcellen', een soort hokje met een losse telefoon; aanvankelijk alleen op de spoorweg- en tramstations, maar later ook in grote postkantoren en in andere openbare gelegenheden. Zo werden bijvoorbeeld in 1903, tijdens een grote paardententoonstelling op het Haagse Malieveld, tijdelijk dergelijke spreekcellen opgesteld.
In 1931 werd de eerste straattelefooncel in Nederland geplaatst op het Valeriusplein in Amsterdam. Deze telefooncel leek qua model een beetje op de Engelse rode telefooncel, maar was beige van kleur. Er is er nog maar een van, deze telefooncel is te bewonderen in het Museum voor Communicatie in Den Haag. In 1932 ontwierp Leendert van der Vlugt van het Rotterdamse bureau Brinkman en Van der Vlugt de bekend geworden standaard telefooncel, de zogenaamde Rijkstelefooncel. Dit model is meer dan 50 jaar in gebruik geweest, een exemplaar van de telefooncel van Brinkman en Van der Vlugt staat in Museum Boijmans Van Beuningen in Rotterdam. Ook werd op 3 juni 2010 een Leendert van der Vlugt-telefooncel in gebruik genomen in het Maankwartier, de Heerlense stationsomgeving. In 2015 werd er een geplaatst in de tuin van het Rijksmuseum in Amsterdam. Het type werd in 1965 vervangen door een meer vandalismebestendige cel, het PTT-groene vierkante model 1100. In latere jaren veranderde de telefooncel opnieuw van model, in 1983 in de driekante cel en in 1995 in de telefoonzuil. In de telefooncel waren telefoonboeken te raadplegen die vastgezet waren in een standaard en uitgeklapt konden worden voor het opzoeken van een telefoonnummer.   
De Nederlandse wet schreef tot 2008 voor dat er één telefooncel per 5000 inwoners moest zijn, maar staatssecretaris Heemskerk maakte in dat jaar een eind aan die verplichting. Hierdoor zal de telefooncel geleidelijk aan verdwijnen uit het straatbeeld.
Begin 2016 deed de NOS onderzoek naar plekken in Nederland waar nog een telefooncel te vinden was. Er was toen in Nederland nog slechts een handjevol klassieke telefooncellen. Wel waren op dat moment nog 261 telefoons in heel Nederland te vinden die in een reclamezuil zitten.
Als kunstobject, begonnen in Japan in 2010, worden Windtelefoons opgericht, waarmee met een overledene kan worden gecommuniceerd.

## Praktisch

### Muntinworp
Doorgaans wierp men in Nederland een dubbeltje of later een kwartje in voor een lokaal gesprek of meerdere voor een interlokaal of buitenlands gesprek. De munten bleven zichtbaar achter een schuin venster tot het einde van de gesprekstijd waarna deze in de geldlade vielen en de verbinding werd verbroken, tenzij men voor het einde van de gesprekstijd voldoende nieuwe munten inwierp. Indien het gesprek voor het einde van de gesprekstijd werd beëindigd kon men door op een zwarte knop te drukken de niet verbruikte munten terug krijgen. 

### Opbellen naar een telefooncel
Nederlandse telefooncellen hebben weliswaar een eigen telefoonnummer, maar dat wordt nooit gebruikt of gepubliceerd. In het verleden zijn lijsten hiervan wel naar buiten gekomen, via het hackerstijdschrift Klaphek, maar sindsdien zijn deze nummers afgesloten voor inkomende gesprekken. In het buitenland bestaat de mogelijkheid vaak wel om iemand in een telefooncel op te bellen. Dit kan een uitkomst zijn voor iemand zonder munten of telefoonkaart op zak. Er wordt ook weleens misbruik van gemaakt: men vraagt een gesprek voor rekening van de opgeroepene, collect call, met een telefooncel, waarna het onmogelijk wordt de kosten te innen.
Een particulier telefoontoestel met muntinworp is steeds aangesloten op een gewone telefoonlijn, vaak de lijn van de instelling waar de telefoon hangt. Opbellen naar zo'n toestel is dan ook meestal probleemloos. Dit gebeurt dan door simpelweg de betreffende instelling te bellen. De telefoon met muntinworp gaat dan vanzelf ook over.

### Via telefoniste
Telefoneren via een telefoniste is vanuit een telefooncel vaak problematisch. In sommige landen kan de telefoniste zien of er voldoende geld ingeworpen is, waarna ze de verbinding tot stand brengt. In andere landen, onder andere Nederland, worden gesprekken via de telefoniste niet aangeboden, tenzij het gesprek voor rekening van de opgeroepene is.

### Munt versus kaart
Telefooncellen met muntinworp zijn sterk gevoelig voor vandalisme en kraken; op diverse manieren is in de loop der tijd geprobeerd hier iets aan te doen, met name door de telefoonkaart in te voeren zodat er in de cellen geen geld meer aanwezig was.

## Trivia
- In 2002 werd een film uitgebracht die zich afspeelt in een telefooncel, Phone Booth, met in de hoofdrollen Colin Farrell, Forest Whitaker en Kiefer Sutherland. Een andere film die een telefooncel wereldberoemd maakte is Local Hero uit 1983. In deze film werd regelmatig een Edinburghse telefooncel gebruikt om te bellen. In de loop der tijd hebben telefooncellen ook in talloze andere films en televisieseries een rol vervuld.
- In het Suske en Wiske-album De ongelooflijke Thomas gaan Suske en Wiske via een digitale telefooncel naar 2020.
- In de Harry Potter-boeken van J.K. Rowling krijgt men via een telefooncel toegang tot het Ministerie van Toverkunst.

## Hergebruik

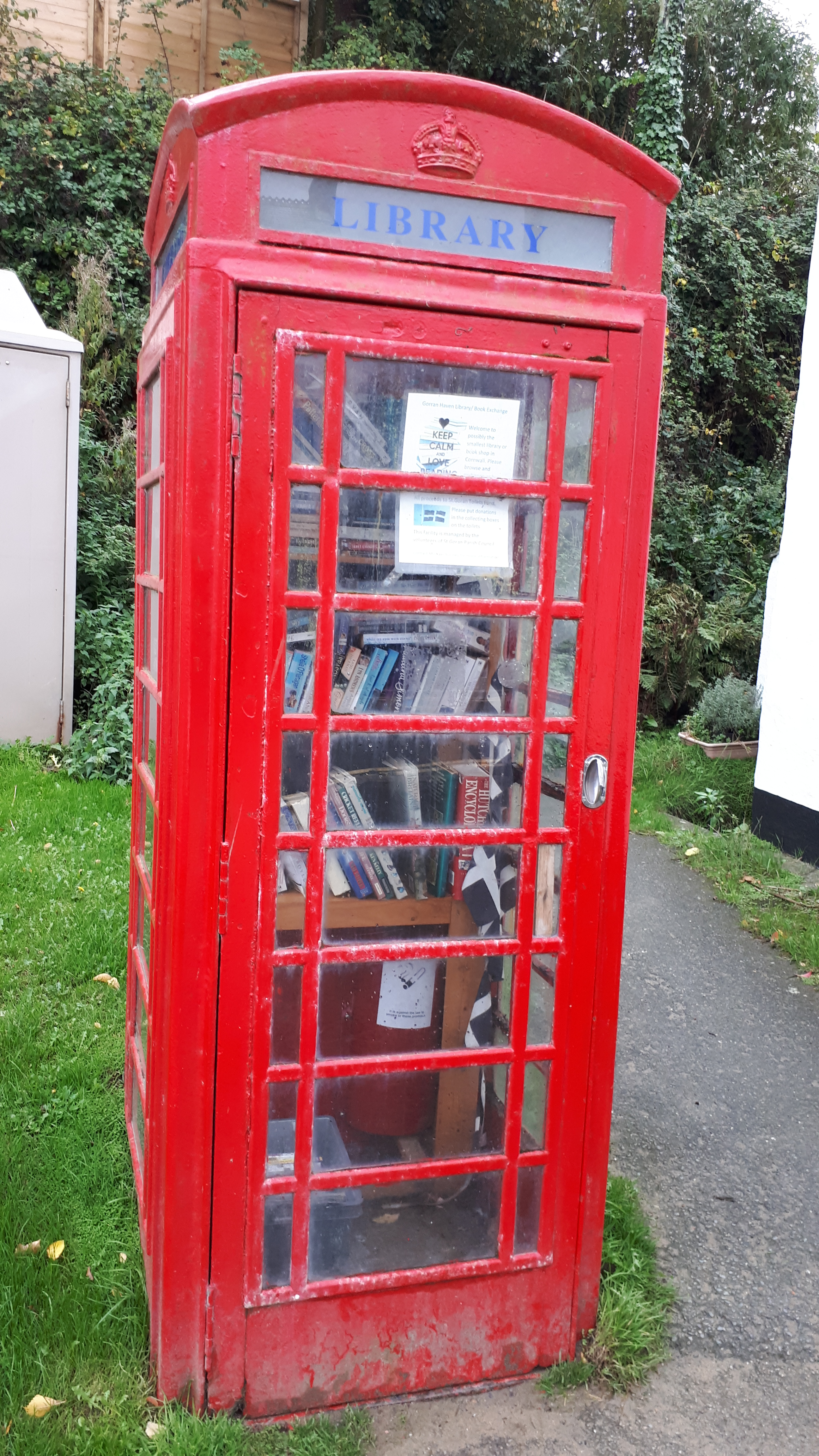
Als boekenstalletje (Cornwall)
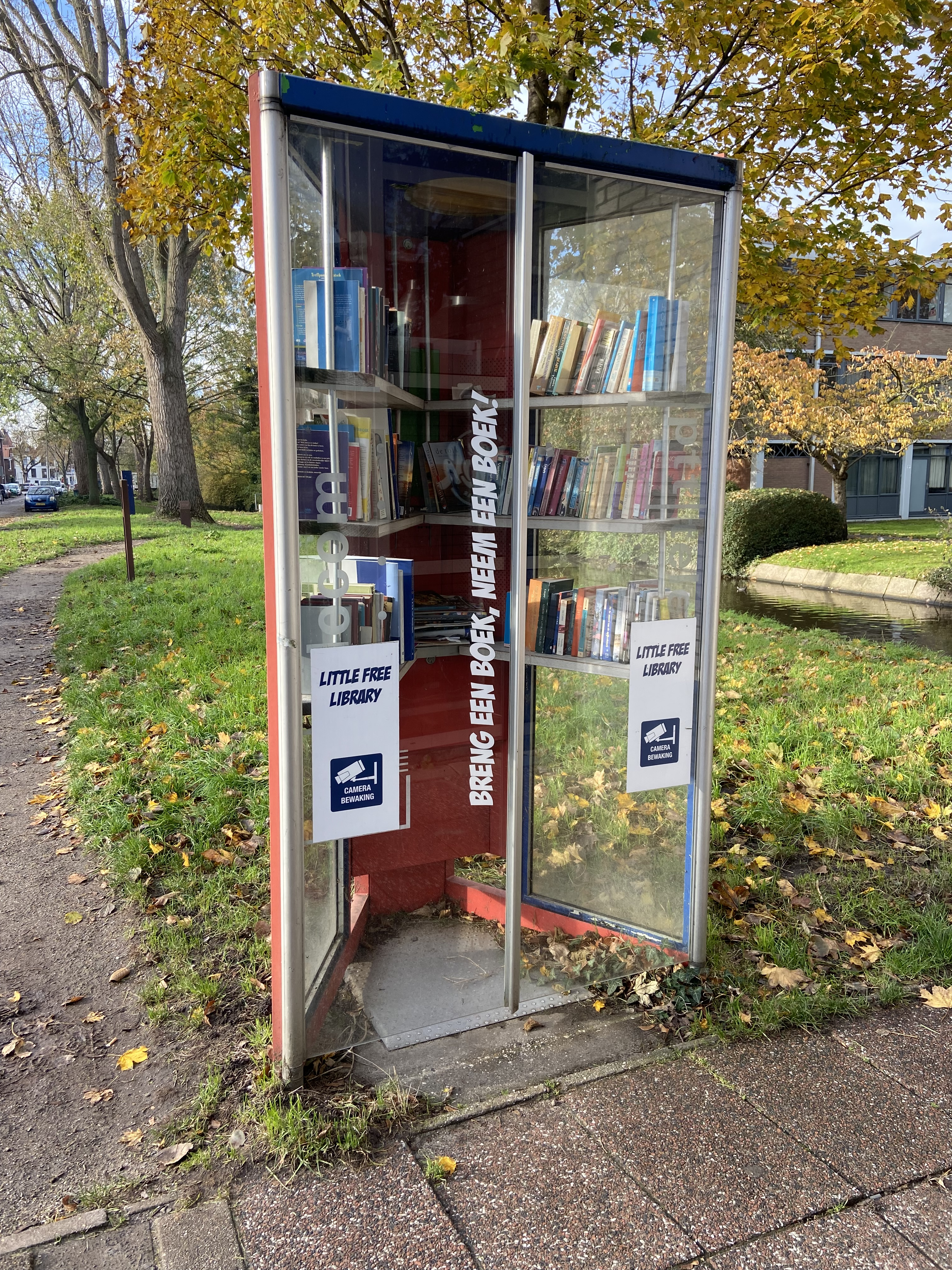
Als mini-bieb (Delft)
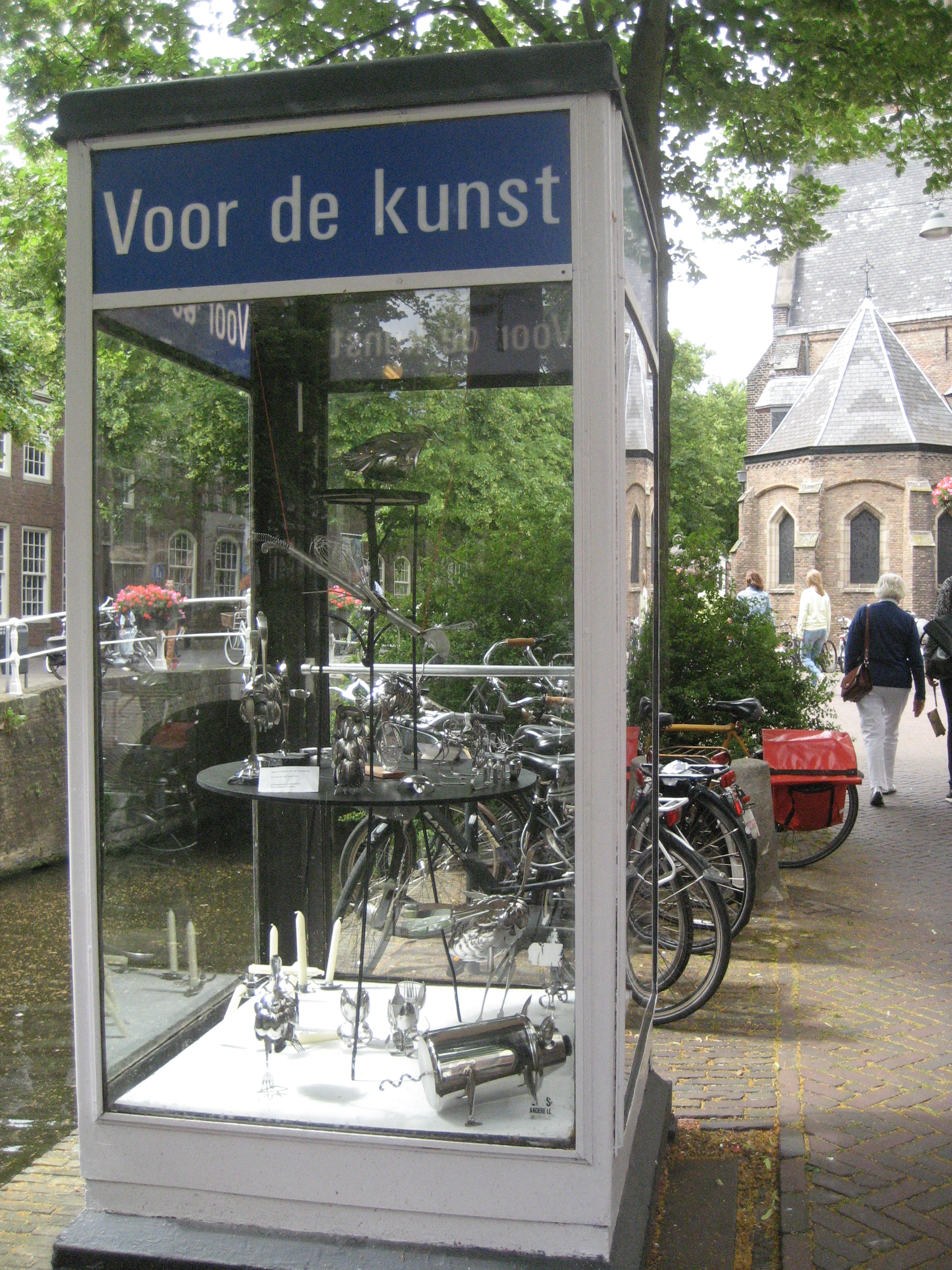
Als museumpje voor moderne kunst (Delft)
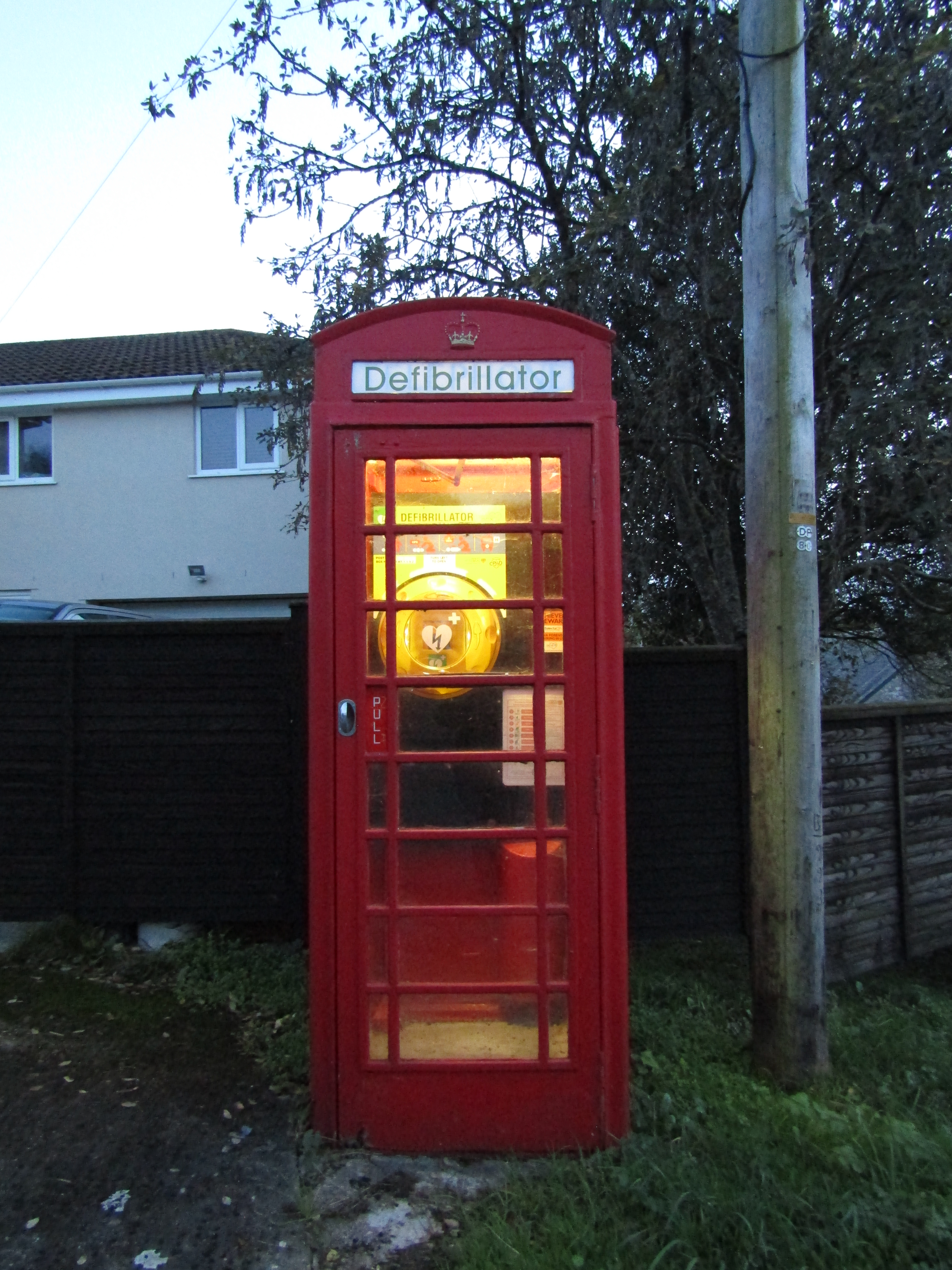
Als defibrillator-locatie (Devon)